# NGC 613
NGC 613 (PGC 5849) – galaktyka spiralna z poprzeczką (SBbc), znajdująca się w gwiazdozbiorze Rzeźbiarza w odległości około 80 milionów lat świetlnych. Została odkryta 9 grudnia 1798 roku przez Williama Herschela. Jest to galaktyka z aktywnym jądrem.

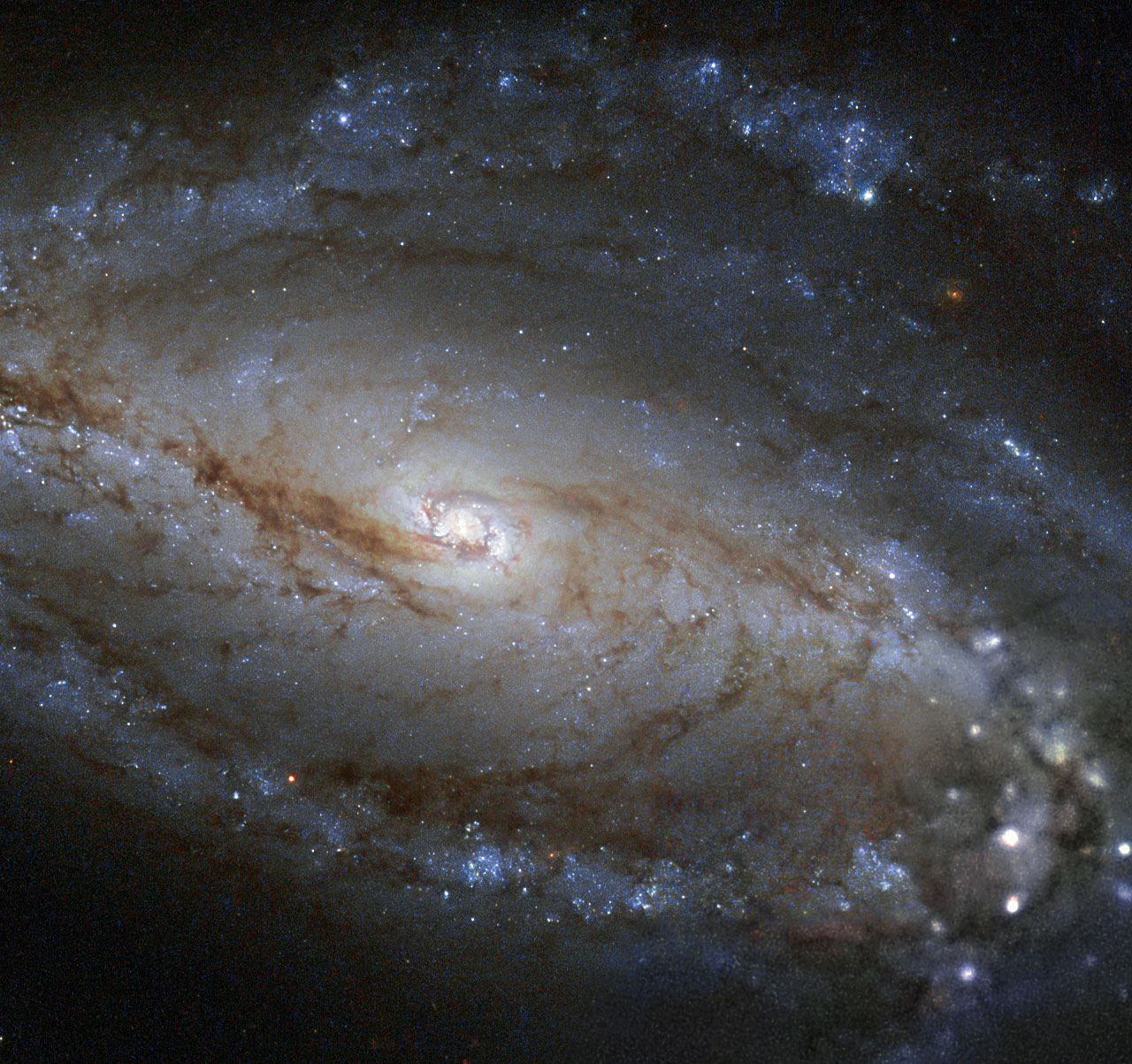
Jądro i poprzeczka galaktyki widziane przez Kosmiczny Teleskop Hubble’a